# AMSRefs
AMSRefs es un paquete de extensión para LaTeX que facilita la creación de bibliografías y citas en documentos LaTeX. El uso de AMSRefs permite el uso de marcas enriquecidas para hacer las referencias mucho más fácil de utilizar en otros ambientes de publicación, tal como en Internet, en otros formatos de libros o revistas, u otros servicios de citas. El paquete está disponible en forma libre en el sitio de la American Mathematical Society.
AMSRefs se distribuye bajo la licencia LaTeX Project Public License, en su versión 1.3c o superior.